# 土岐定吉
土岐 定吉（とき さだよし）は、上野国沼田藩の第5代藩主。沼田藩土岐家8代。3代藩主・土岐定経の三男。

## 経歴
天明2年（1782年）に同母兄の先代藩主・頼寛の死去により跡を継いだ。天明6年（1786年）9月20日、江戸にて21歳で死去し、跡を弟の定富が継いだ。

## 系譜
父母
- 土岐定経（実父）
- 土岐頼寛（養父） - 定経の次男

養子
- 土岐定富 - 定経の五男